# Pleurothyrium longissimum
Pleurothyrium longissimum är en svampart som först beskrevs av Marie Anne Libert, och fick sitt nu gällande namn av Bubák 1916. Pleurothyrium longissimum ingår i släktet Pleurothyrium, divisionen sporsäcksvampar och riket svampar.   Inga underarter finns listade i Catalogue of Life.